# Елинг
Eлинг (на нидерландски: helling) е съоръжение за строеж или ремонт във въздухоплаването и корабостроенето.

## Въздухоплаване
Във въздухоплаването това е съоръжение, предназначено за построяване, съхраняване, техническо обслужване и ремонт на дирижабли и аеростати. Построяват се от метал, дърво и други материали. Най-големият елинг за дирижабли е построен 1929 г. в град Акрън (щата Охайо, САЩ).
- Изваждането на дирижабъла „Московский химик-резинщик“ от елинга, 1920-те г., СССР
- Дървено-бетонни елинги № 5 и № 6 в Лейкхърст (инженерна станция на авиацията на ВМС на САЩ)
- Стоманени елинги в Кардингтън (Англия)

## Корабостроене
В корабостроенето елинг се нарича помещение за построяване или ремонт на съдове на брега.
Най-големия елинг за кораби се използва в Производствено обединение „Северно машиностроително предприятие“ АД за строителството на тежките атомни подводни крайцери със стратегическо предназначение от проекта 941 „Акула“ (СССР).
Също така съществуват плаващи докове-елинги, в които се извършва такъв ремонт на съдовете, който изисква допълнителна защита от обкръжаващата среда. Например, за работите по специалното хидроакустическо покритие на подводниците.
В яхтклубовете това е помещение на брега за съхраняване на съдовете с оборудване за тяхното изваждане и спускане на вода. Елингът представлява сграда с няколко етажа. На първият се разполага гараж, където се съхранява лодката (или яхтата). Тук се извършват ремонтът и обслужването. На горните етажи са разположени жилищните помещения.
- Тържественото спускане на вода от елинга на атомния подводен многоцелеви крайцер „Северодвинск“
- Атомният подводен ракетен крайцер от 4-то поколение (АПЛ) „Александър Невский“ в навечерието на изваждането му от елинга
- Изваждане на яхта от елинг